# Mallnitz
Mallnitz è un comune austriaco di 817 abitanti nel distretto di Spittal an der Drau, in Carinzia; è stato istituito nel 1895 per scorporo dal comune di Obervellach. Stazione sciistica, fa parte del progetto Perle delle Alpi.

## Geografia fisica

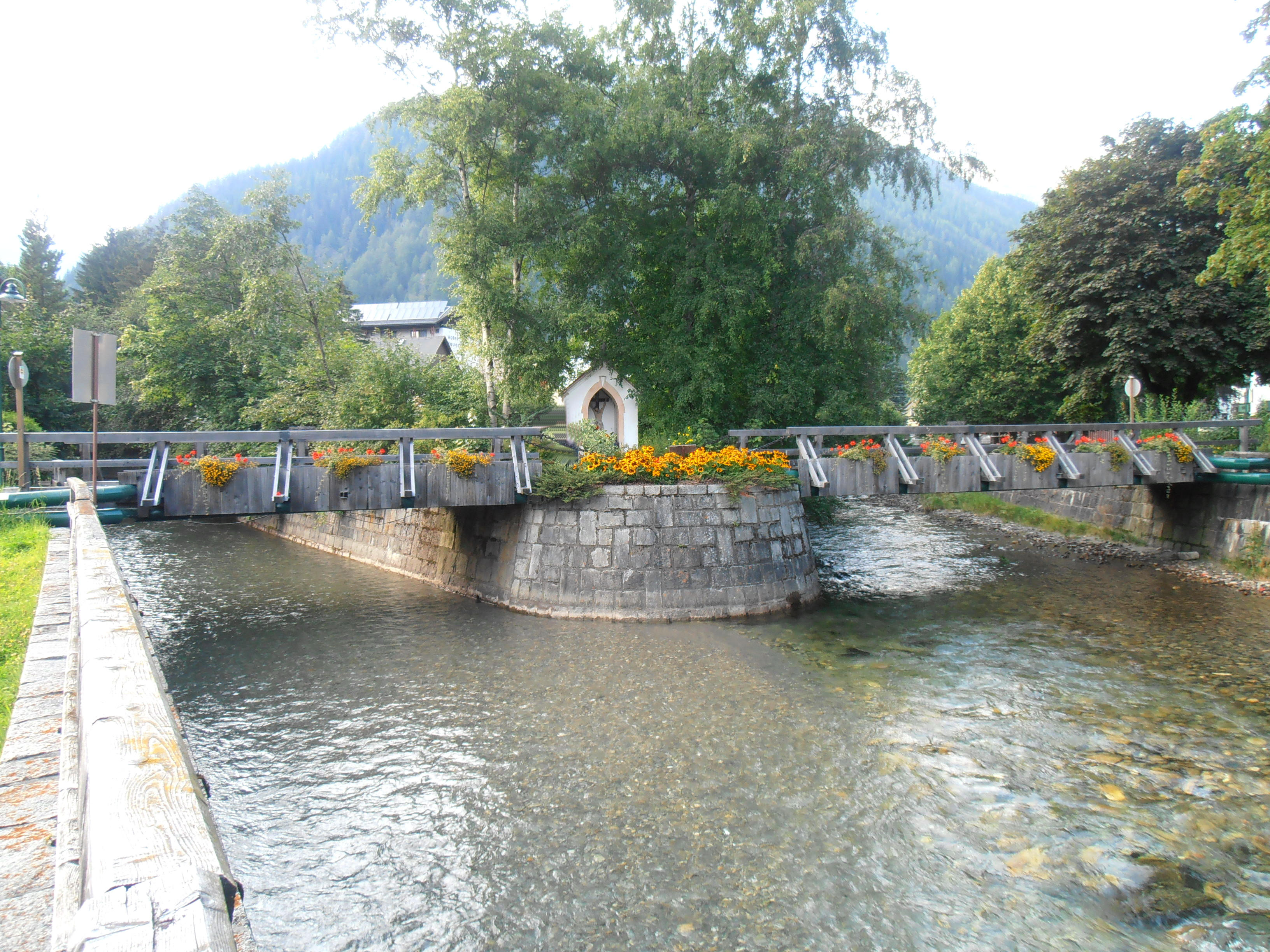
La confluenza del Tauernbach e del Seebach nel Mallnitzbach

Al centro del paese c'è la confluenza dei due fiumi che scendono dalla Tauerntal e dalla Seebachtal, il Tauernbach e il Seebach, che confluiscono nel Mallnitzbach; da Mallnitz si dipartono tre valli: la Tauerntal, la Seebachtal e la Dösental.

## Monumenti e luoghi d'interesse
All'inizio della Tauerntal si trova il centro visite del Parco nazionale Alti Tauri.

## Infrastrutture e trasporti
Da Mallnitz, che è la stazione ferroviaria più alta del percorso della Ferrovia dei Tauri, la linea imbocca il tunnel ferroviario dei Tauri, attraverso il quale si possono trasportare anche le automobili caricandole su appositi vagoni.

## Sport
Stazione sciistica specializzata nello sci alpino, ha ospitato tra l'altro i Campionati austriaci 1989.